# Europäische Investitionsbank

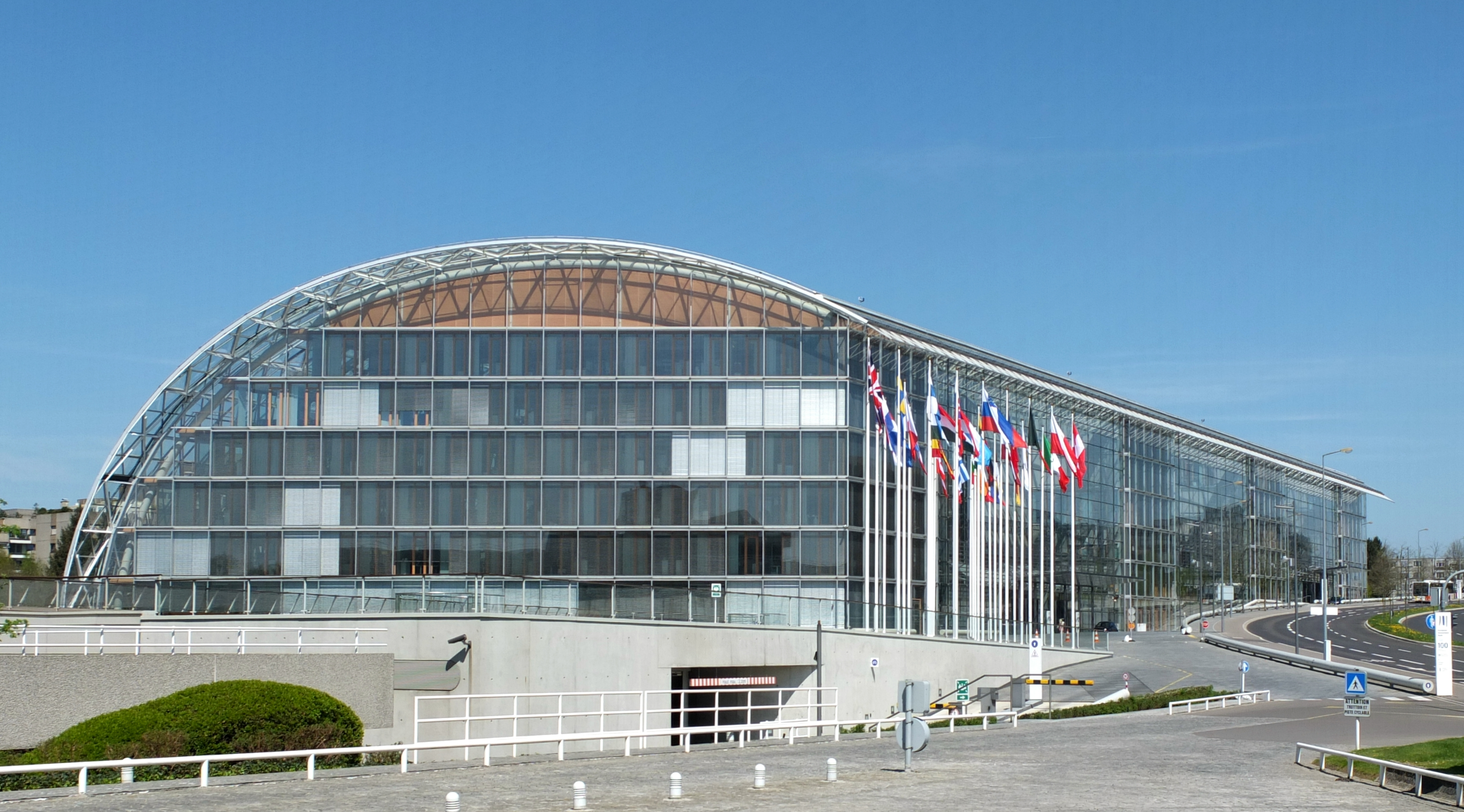
Hauptverwaltung in Luxemburg von Ingenhoven Associates

Die Europäische Investitionsbank (EIB) ist die Bank der Europäischen Union und das größte multilaterale Finanzierungsinstitut der Welt. Sie vergibt Darlehen und Bürgschaften zur Entwicklung des Binnenmarkts im Interesse der EU und nimmt dazu Anleihen an den internationalen Kapitalmärkten auf (Art. 309 AEU-Vertrag).
Auf diese Weise betreibt sie „Wirtschaftspolitik durch Kreditvergabe“. Rechtsgrundlage für diese Tätigkeit ist das Protokoll über die Satzung der EIB vom 25. März 1957, zuletzt geändert durch den Vertrag von Lissabon (Art. 308 Satz 3 AEUV). Die EIB ist auch außerhalb der EU tätig.
Die EIB besitzt Rechtspersönlichkeit (Art. 308 Satz 1 AEUV) und „steht als finanzielle Sondereinrichtung neben den Organen“ der EU. Sie ist nicht an Weisungen der Kommission oder des Parlaments gebunden, konsultiert diese Organe jedoch. Zusammen mit dem Europäischen Investitionsfonds, der besonders kleine und mittlere Unternehmen fördert, bildet sie die 2000 gegründete EIB-Gruppe. Kapitaleigner der EIB sind die Mitgliedstaaten der EU. Das gezeichnete Kapital der EIB beträgt 249 Milliarden Euro (Stand 2023). Davon sind gemäß der Satzung mindestens 5 % eingezahlt.

## Geschichte
Die EIB wurde 1958 auf Initiative des französischen Staatspräsidenten Charles de Gaulle zusammen mit der EWG gegründet. Zunächst war der Sitz in Brüssel und seit 1968 in Luxemburg. Zum Standort auf dem Kirchberg (seit 1980) kommen zahlreiche Außenstellen. 2008 wurde die vom deutschen Architekten Christoph Ingenhoven entworfene Erweiterung der Hauptverwaltung in Luxemburg fertiggestellt.

## Förderschwerpunkte
Die EIB ist als Finanzierungsinstrument der Europäischen Union gemäß Artikel 309 AEU-Vertrag den politischen Zielen der Union verpflichtet und soll andere EU-Fördermaßnahmen flankieren. Die Aufgaben ergeben sich neben dem EG-Vertrag aus der Satzung der EIB sowie aus Mandaten, die ihr aus Beschlüssen des Europäischen Rates übertragen werden. Sie ist somit zuständig für die Vergabe von Krediten und Bürgschaften an öffentliche und private Institutionen in Übereinstimmung mit den Zielen der Union. Zu den vier prioritären Förderzielen der EIB in der EU gehören:
- Regionalentwicklung und Kohäsion (d. h. Verbesserung des innereuropäischen wirtschaftlichen und sozialen Zusammenhaltes);
- Umsetzung der Innovation-2010-Initiative (siehe Lissabon-Strategie);
- Ausbau Transeuropäischer Netze (TEN) und der Zugangsnetze;
- Schutz und Verbesserung der Umwelt, u. a. Klimaschutz und erneuerbare Energien.

Einen weiteren Schwerpunkt bildet die Unterstützung der Entwicklungs- und Kooperationspolitik der EU gegenüber den Partnerländern. Regionale Schwerpunkte sind der Mittelmeerraum (hier existiert das FEMIP-Programm) und die AKP-Länder (Cotonou-Investitionsfazilität). Der im Dezember 2010 eingerichtete „Treuhandfonds für technische Hilfe in den östlichen Partnerländern“ (EPTATF) bietet projektbezogene Unterstützung für die Länder der Östlichen Partnerschaft. Auch Studenten im Hauptstudium können sich im Rahmen des Programms für eine Förderung bewerben.
Im Rahmen der EU-Außenbeziehungen ist die EIB ferner verantwortlich für die finanzielle Umsetzung von Abkommen zur Entwicklungszusammenarbeit auf Basis verschiedener Ad-hoc-Mandate der EU.
2011 unterzeichnete die EIB neue Darlehen im Betrag von 61 Mrd. EUR für Projekte in knapp 70 Ländern. Davon entfielen 54 Mrd. EUR auf Finanzierungen innerhalb der Europäischen Union, 7 Mrd. EUR wurden außerhalb der EU vergeben.
Am 14. November 2019 hat der Verwaltungsrat der EIB eine neue Finanzierungspolitik im Energiesektor verabschiedet, um die Finanzierungen der EIB mit den Klimaschutz-Zielen des Pariser Abkommens in Einklang zu bringen. Seit Ende 2021 soll die EIB keine neuen fossilen Energieprojekte ohne CO2-Minderung mehr finanzieren.
Infolge des Austritts Großbritanniens aus der EU Ende Januar 2020 drohte eine Reduzierung neuer Finanzierungsprojekte der EIB auf 50 %. Jedoch erklärten sich die verbleibenden EU-Staaten bereit, für den britischen Anteil von etwa 40 Milliarden Euro aufzukommen. Dabei handelte es sich um zurückgezogene britischen Bargeldeinlagen von etwa 3,5 Mrd. Euro und abrufbares Kapital etwa 38 Mrd. Euro.

## Struktur
Gremien der Europäischen Investitionsbank sind:
Rat der GouverneureDer Rat der Gouverneure setzt sich aus den zuständigen Fachministern der Mitgliedsstaaten zusammen, in der Regel sind dies die Finanzminister. Gemeinsam legen sie die Leitlinien für die Kreditpolitik fest, genehmigen die Jahresbilanz und die Ergebnisrechnung, erteilen Genehmigungen für die Beteiligung der Bank an Finanzierungen außerhalb der Union und entscheiden über Kapitalerhöhungen. Zudem bestellen sie die Mitglieder der anderen Gremien. Der Vorsitzende ist gegenwärtig Paweł Szałamacha.
VerwaltungsratDem Verwaltungsrat obliegt die Entscheidung über Darlehen und Bürgschaften. Er gewährleistet die ordnungsgemäße Verwaltung des Institutes und die Einhaltung der rechtlichen Bestimmungen (EG-Vertrag), der EIB-Satzung und der Leitlinien des Rates der Gouverneure. 27 Mitglieder werden von den Mitgliedsstaaten ernannt, ein Mitglied ist ein Vertreter der Europäischen Kommission. Die Amtszeit beträgt fünf Jahre, eine Wiederbestellung ist zulässig. Es können bis zu sechs stimmberechtigte Sachverständige bestellt werden. Die Mitglieder erhalten keine Vergütung, sondern lediglich Sitzungsgelder. Vorsitzender war seit Anfang 2012 bis Ende 2023 der Deutsche Werner Hoyer.
DirektoriumDas neunköpfige Direktorium ist das Exekutivorgan der EIB. Unter der Aufsicht des Präsidenten und kontrolliert durch den Verwaltungsrat tätigt es die laufenden Geschäfte, bereitet die Entscheidungen des Verwaltungsrats vor und gewährleistet deren Umsetzung. Die Amtszeit beträgt sechs Jahre, eine Wiederbestellung ist zulässig. Nadia Calviño ist Präsidentin der Europäischen Investitionsbank. Sie trat ihr Amt am 1. Januar 2024 an.
PrüfungsausschussDer unabhängige Prüfungsausschuss überwacht die ordnungsgemäße Ausführung der Geschäfte und prüft die Bücher der Bank. Er erstattet dem Rat der Gouverneure Bericht. Der Ausschuss umfasst drei Mitglieder und drei Beobachter, die vom Rat der Gouverneure für drei Jahre ernannt werden.

## Arbeitsweise
Das Kapital der EIB wird zum einen von den Mitgliedsländern bereitgestellt, indem diese gemäß ihrer wirtschaftlichen Leistungsfähigkeit (gemessen am Bruttoinlandsprodukt) Anteile an der EIB zeichnen. Zum anderen nimmt sie durch Begebung von Anleihen große Summen an den Kapitalmärkten auf. Da die Mitgliedsstaaten Eigentümer der Bank sind, erhält sie auf den internationalen Finanzmärkten ein sehr hohes Rating (AAA).
Die Investitionsziele werden von der EIB in einem „operativen Gesamtplan“ für einen Zeitraum von drei Jahren festgelegt. Die EIB verfasst über ihre Aktivitäten einen jährlichen Bericht.
Finanziert werden förderungswürdige Projekte normalerweise bis zu 50 % der Gesamtsumme. Diese Mittel werden den Schuldnern zu günstigen Bedingungen (niedrige Zinsen) zur Verfügung gestellt.